# Jerzy Ustupski
Jerzy Ustupski (Zakopane, 1º aprile 1911 – Zakopane, 3 ottobre 2004) è stato un canottiere polacco.

## Palmarès

### Olimpiadi
- 1 medaglia:
  - 1 bronzo (Berlino 1936 nel due di coppia)

### Europei
- 2 medaglie:
  - 1 oro (Berlino 1935 nel due di coppia)
  - 1 bronzo (Belgrado 1932 nel due di coppia)